# Color Your Soul
Color Your Soul – drugi album muzyczny koreańskiego zespołu Clazziquai wydany w 2006 roku.

## Lista utworów
1. "Color Your Soul" (Pinch Your Remix)
2. "Love Mode (feat. Tablo)"
3. "Date Line" -날짜변경선 (Bon Voyage Remix)
4. "Fill This Night" (Paradox Remix)
5. "Come Alive" (Distort Remix)
6. "I’Ll Give You Everything" (Buoyant Remix) Feat. J& Bobby Kim
7. "Speechless" (Vanilla Soul Remix)
8. "Cry Out Loud" (Black Sunshine Remix)
9. "Sweety" (Cosmo Remix)
10. "Chi Chi" (Original Remix)
11. "이별" (2005 국악축전기념)